# Piccadilly Third Stop
Pour plus de détails, voir Fiche technique et Distribution.
Piccadilly Third Stop est un film britannique réalisé par Wolf Rilla, sorti en 1960.

## Fiche technique
- Titre : Piccadilly Third Stop
- Réalisation : Wolf Rilla
- Scénario : Leigh Vance
- Direction artistique : Ernest Archer
- Photographie : Ernest Steward
- Musique : Philip Green
- Pays d'origine : Royaume-Uni
- Format : Noir et blanc - 1,66:1
- Genre : policier
- Durée : 90 minutes
- Date de sortie : 1960

## Distribution
- Terence Morgan (en) : Dominic Colpoys-Owen
- Yōko Tani : Fina (Seraphina) Yokami
- John Crawford : Joe Preedy
- Mai Zetterling : Christine Preedy
- William Hartnell : Colonel
- Dennis Price : Edward
- Ann Lynn (en) : Mouse
- Charles Kay (en) : Toddy